# Nelson-Atkins Museum of Art
Nelson-Atkins Museum of Art – muzeum sztuki znajdujące się w Kansas City, w Stanach Zjednoczonych.

## Historia
Muzeum zostało wybudowane na ziemiach Oak Hall, domu należącego do wydawcy Williama Rockhill Naelsona. Na mocy testamentu przeznaczył swój majątek na powstanie muzeum i zakup dzieł sztuki. Podobne zapisy rozszerzające fundusze uczyniła jego córka i syn. W tym samym czasie, w 1911 roku były nauczyciel Mary Atkins przekazał 300 tys. dolarów na utworzenie muzeum sztuki. Dzięki udanym inwestycjom kwota ta wzrosła do 700 tys. w 1927 roku. Pierwotnie, zgodnie z wolą testamentów miały powstać dwa oddzielne muzea, lecz ich powiernicy postanowili połączyć dotacje i stworzyć jedna dużą kolekcję.
Budynek został zaprojektowany przez znanych architektów w Kansas City, Thomasa i Williama Wighta. Był wzorowany na budynku, w którym znajduje się Muzeum Sztuki w Cleveland. Muzeum zostało otwarte 11 grudnia 1933 roku.

## Kolekcja

### Malarze Europejscy
Przedstawicielami malarzy europejskich, których dzieła można oglądać w zbiorach, są: Caravaggio, Jean-Baptiste-Siméon Chardin, Petrus Christus, El Greco (Pokutująca Maria Magdalena (obraz El Greca z 1585) ), Giovanni Francesco Barbieri Guercino, Alessandro Magnasco, Giuseppe Bazzani, Corrado Giaquinto, Cavaliere d'Arpino, Gaspare Traversi, Giuliano Bugiardini, Tycjan, Rembrandt, Louise Élisabeth Vigée Le Brun, Peter Paul Rubens, Gustave Caillebotte, Edgar Degas, Claude Monet, Camille Pissarro i Vincent van Gogh. Z okresu późnogotyckiego i wczesnego renesansu włoskiego oraz niemieckiego można obejrzeć prace Jacopo del Casentino, Giovanni di Paolo, Bernardo Daddi, Lorenzo Monaco, Gherardo Starnina, Lorenzo di Credi, Max Beckmann, Karl Hofer, Emil Nolde, Ernst Ludwig Kirchner i Oskar Kokoschka.

### Malarze amerykańscy
Największa kolekcja dostępna publicznie dla dzieł Thomasa Harta Bentona oraz George Bellows, George Caleb Bingham, Frederic Edwin Church, John Singleton Copley, Thomas Eakins, Winslow Homer i John Singer Sargent.